# اوترختسه هئوفل‌روخ
اوترختسه هئوفل‌روخ (به هلندی: Utrechtse Heuvelrug) یک شهرستان در هلند است که در استان اوترخت واقع شده‌است. اوترختسه هئوفل‌روخ ۷ متر بالاتر از سطح دریا واقع شده‌است.

## خواهرخوانده
شهر ویکتوریا (براشوو) خواهرخواندهٔ اوترختسه هئوفل‌روخ هست.